# Сподня Билпа
Сподня Билпа (словен. Spodnja Bilpa) — поселення в общині Кочев'є, регіон Південно-Східна Словенія, Словенія. Висота над рівнем моря: 226,5 м.